# Євроазіатське співробітництво національних метрологічних установ
Євроазіатське співробітництво національних метрологічних установ, КООМЕТ (англ. Euro-Asian Cooperation of national metrological institutions, СООМЕТ) – регіональна організація співробітництва державних метрологічних установ країн Центральної та Східної Європи, була створена в Будапешті (Угорщина) в червні 1991 року. 
Періодичність і місце проведення засідань керівного органу: Сесії проводяться щорічно в одній з країн-членів
Адреса штаб-квартири міжнародної організації: ул. Озерная, 46 119361  Москва, Российская Федерация
Офіційними мовами КООМЕТ є російська та англійська.

## Повноправними членами КООМЕТ є метрологічні установи
- Азербайджану,
- Вірменії,
- Білорусі,
- Болгарії,
- Грузії,
- Казахстану,
- Киргизстану,
- Литви,
- Молдови,
- Росії,
- Румунії,
- Словаччини,
- Таджикистану,
- Узбекистану,
- України.

### Асоційованими членами є метрологічні установи
- Боснії і Герцеговини,
- Китаю,
- КНДР,
- Куби,
- Німеччини,
- Туреччини.

## Цілі
Основою діяльності КООМЕТ є співпраця щодо: еталонів фізичних величин, законодавчої метрології, акредитації та системи менеджменту якості, інформації і навчання.
Цілями КООМЕТ є:
- Сприяння однаковості заходів, єдності вимірювань і необхідної точності їх результатів;
- Сприяння розвитку співпраці національних економік і усунення технічних бар'єрів в міжнародній торгівлі;
- Зближення діяльності метрологічних служб євро-азійських країн з діяльністю аналогічних служб інших регіонів.

У своїй діяльності КООМЕТ керується Меморандумом про співпрацю і Правилами процедури].
Тематичними областями співробітництва КООМЕТ є: Акустика, ультразвук, вібрація; Електрика і магнетизм; Витратометрія; Іонізуючі випромінювання і радіоактивність; Довжина і кут; Маса і пов'язані з нею величини; Фотометрія і радіометрія; Фізико-хімія; Термометрія і теплофізика; Час і частота; Стандартні зразки; Загальні питання вимірювань (загальна метрологія); Законодавча метрологія; Акредитація та системи якості; Інформація та інформаційні технології; Навчання і підвищення кваліфікації.

## Структура та діяльність
Вищим органом КООМЕТ є Комітет КООМЕТ, до складу якого входять керівники державних метрологічних установ-членів КООМЕТ. Засідання Комітету скликаються не рідше одного разу на рік.
Комітет обирає Президента КООМЕТ терміном на три роки з можливістю одного повторного терміну. Президент забезпечує ведення Секретаріату силами свого національного органу.
Комітет за пропозицією Президента схвалює кандидатури Віце-президентів з числа своїх членів. 

### Рада Президента
Президент, Віце-президенти та керівник Секретаріату КООМЕТ утворюють Раду Президента, яка формує політику КООМЕТ, забезпечує взаємодію з міжнародними і регіональними метрологічними організаціями, координує співпрацю між засіданнями Комітету і готує питання для вирішення на цих засіданнях.
Організацією робіт по основних областях і напрямах співпраці займаються структурні органи КООМЕТ (Об'єднаний комітет, Технічні комітети, Форум якості):
- Об'єднаний комітет включає 12 технічних підкомітетів [Архівовано 12 січня 2017 у Wayback Machine.];
- Технічний комітет 2 "Законодавча метрологія" включає 3 підкомітети.[4]
- Технічний комітет 4 з інформації та навчання.[5]

Структурні органи можуть утворювати Підкомітети для вирішення постійних завдань співробітництва і Робочі групи в складі відповідних підкомітетів / технічних комітетів для виконання конкретних поточних робіт в рамках тем КООМЕТ.

## Участь України у Євроазіатському співробітництві національних метрологічних установ
- Дата набуття Україною членства: 01.06.1992 р.;
- Підстава для набуття членства в міжнародній організації: Закон України  від 11.02.98 р. №113/98-ВР „Про метрологію та метрологічну діяльність”;
- Статус членства: Повноправний член;
- Характер фінансових зобов'язань України: членські внески не нараховуються;
- Центральний орган виконавчої влади, відповідальний за виконання фінансових зобов'язань: Міністерство економічного розвитку і торгівлі України.[6]